# Dalcy de Oliveira Albuquerque
Dalcy de Oliveira Albuquerque foi um renomado entomologista brasileiro que, ao longo de sua carreira, chegou a ser diretor do Museu Nacional.

## Biografia
Dalcy de Oliveira chegou ao Museu Goeldi no ano de 1962, juntamente com outros dois entomólogos de renome: Isolda Rocha e Silva Albuquerque e Roger Hipolyte Pierre Arlé. Dalcy Albuquerque veio assumir a direção e, em consequência, não publicou trabalhos científicos durante seus seis anos de permanência no Museu. Por outro lado ia todos os dias ao laboratório, ajudando e acompanhando as pesquisas. Uma preocupação dele foi a formação de pessoal da própria região para exercer a função de pesquisa entomológica. Therezinha de Jesus Pimentel Chaves, agora uma pesquisadora em entomologia, foi orientada por Dalcy Albuquerque, lembra a dedicação do seu mestre. O pesquisador Albuquerque e seus dois estagiários e os técnicos Apolinário Azevedo de Souza e Maria Fernanda Pinto Torres iniciaram o projeto remontagem e recuperação da antiga coleção do Adolpho Ducke, uma coleção que tem muitos tipos perdidos durante cinquenta anos, quando a coleção foi encaixotada.